# Winston Bogarde
Winston Bogarde (Rotterdam, 22 ottobre 1970) è un allenatore di calcio ed ex calciatore olandese, di ruolo difensore.

## Biografia
Originario di Aruba, si appassionò al calcio fin da bambino e, assieme al fratello, decise di intraprendere la carriera professionistica dopo aver visto giocare il Brasile contro l'Unione Sovietica durante il campionato del mondo del 1982; nonostante questo fosse il sogno della sua vita, il padre si dichiarò sempre fortemente contrario al suo progetto di diventare calciatore professionista. Vestì la maglia di SVV, Excelsior Rotterdam, Sparta Rotterdam, Ajax, Milan, Barcellona e Chelsea ma, dopo aver lasciato l'Ajax, non riuscì a giocare con continuità, se si esclude la stagione 1998-1999 con il Barcellona, con cui disputò 19 gare nella Primera División spagnola. Con la nazionale olandese, in cui esordì nel 1995, vanta 20 presenze, una delle quali al campionato del mondo del 1998.
Alla fine della carriera fondò una casa discografica di musica urban e pubblicò un'autobiografia dal titolo Deze neger buigt voor niemand ("Questo negro non si piega davanti a nessuno"), nella quale accusò il mondo del calcio di essere ipocrita e razzista. Successivamente prese parte a un progetto per promuovere il calcio giovanile in Suriname e nel 2007, dopo un'esperienza in Olanda con il settore giovanile del VVV-Venlo, cercò di ottenere il patentino di allenatore ma non riuscì a superare il corso. Dopo il ritiro ammise «da giovane ero un delinquente, se non ci fosse stato il calcio avrei fatto una brutta fine. I miei modi di fare erano quelli di un troglodita». Nel 2011 la sua casa fu pignorata per debiti. Ha tre nipoti, Danilho Doekhi, Melayro Bogarde e Lamare Bogarde, anch'essi calciatori.

## Caratteristiche tecniche

### Giocatore
Mancino, nato calcisticamente come ala, poi divenuto terzino sinistro, poteva giocare anche da difensore centrale. Calciatore dall'atteggiamento controverso e indisciplinato, al suo arrivo al Milan Arrigo Sacchi lo descrisse come «un grande giocatore» e Adriano Galliani fece eco descrivendolo come «eclettico», ma dopo poche prestazioni, la stampa italiana lo definì «inquietante»: Bogarde aveva un fisico possente, ma dimostrò uno stile di gioco troppo duro e macchinosamente lento.
Era uno stopper con una visione tattica scadente: in una memorabile partita contro l'Udinese, a pochi minuti dal termine e sul punteggio di parità, il portiere Massimo Taibi passò la sfera a Bogarde che, nonostante non fosse pressato dagli avversari, azzardò un retropassaggio verso lo stesso Taibi; l'attaccante Oliver Bierhoff approfittò della situazione, si impossessò della sfera indisturbato e segnò la rete che consentì ai friulani di vincere l'incontro. Quando i giornalisti chiesero a Bogarde un'opinione sull'azione che decise la sfida, egli rispose con dei gestacci, reazione che fu definita «squallida» dalla stampa.

## Carriera

### Giocatore

#### Club

Bogarde (a sinistra) all'Ajax nel 1996, in marcatura sullo juventino Vialli nella finale di Champions League.

Bogarde iniziò la sua carriera nel SVV, nella stagione 1988-1989. Vi giocò per due stagioni, disputando 11 partite e segnando un gol. Passò all'Excelsior Rotterdam nel 1990 e segnò una sola rete in 10 partite. Nella stagione 1991-1992 si trasferì a un'altra squadra di Rotterdam, lo Sparta.
Conquistato il posto da titolare nello Sparta con 65 partite e 14 gol all'attivo, attirò l'interesse dell'Ajax, che lo ingaggiò all'inizio della stagione 1994-1995. Bogarde era finalmente arrivato in una squadra importante (il Feyenoord della sua città natale non lo prese mai in considerazione), ma il suo ambientamento ad Amsterdam fu estremamente difficile poiché, come egli stesso ammise, non comprendeva niente degli schemi di gioco di Louis van Gaal, con cui ha avuto delle frizioni. Con i biancorossi di Amsterdam conquistò la Champions League 1994-1995 insieme a compagni di squadra del calibro di Edwin van der Sar, Marc Overmars, Frank e Ronald de Boer, Edgar Davids, Clarence Seedorf, Frank Rijkaard, Nwankwo Kanu e Patrick Kluivert.
Il 14 febbraio 1997 Bogarde fu acquistato dal Milan a parametro zero, in un'operazione che coinvolse anche il connazionale Patrick Kluivert. Bogarde firmò un quadriennale da 1,8 miliardi di lire a stagione. Essendo un terzino sinistro, a causa della concorrenza con Paolo Maldini e Christian Ziege, Fabio Capello lo schierò inizialmente come terzino destro ottenendo risultati pessimi. Il tecnico decise di impiegarlo come difensore centrale, che tuttavia giocò sole 3 partite nella stagione 1997-1998. Dopo il suo ritiro rivelò di non essersi mai ambientato a Milano poiché era «una città fredda e nebbiosa». 

Bogarde (a sinistra) alla presentazione come neoacquisto del Milan nell'estate 1997, insieme al connazionale Kluivert.

Nel gennaio 1998, voluto dall'allenatore Louis van Gaal che lo aveva già allenato ai tempi dell'Ajax, fu ceduto a titolo definitivo al Barcellona in cambio di 7 miliardi di lire. Nonostante una prima stagione promettente (19 partite giocate), negli anni seguenti fu utilizzato sempre meno, al punto che finì spesso in tribuna.
Nella stagione 2000-2001 lo acquistò il Chelsea di Gianluca Vialli su suggerimento del connazionale Mario Melchiot. Firmò un quadriennale da circa 3 milioni di euro a stagione e, solo alcune settimane dopo la firma del nuovo contratto, il neo-allenatore dei Blues Claudio Ranieri dichiarò di volerlo cedere. Le pressioni di Bogarde furono nella direzione di un rispetto reciproco del contratto, ma di fatto non fu quasi mai utilizzato: 11 partite giocate in quattro anni, per uno stipendio pari a 70 000 sterline a settimana. Per convincerlo a essere ceduto, il Chelsea lo retrocesse prima nella squadra riserve poi in quelle giovanili, ma Bogarde onorò comunque il proprio contratto: «Posso essere uno dei peggiori acquisti nella storia della Premiership, non mi interessa».
Quando il magnate russo Roman Abramovič rilevò la quota di Ken Bates e diventò proprietario del Chelsea, si decise di non assegnare a Bogarde nemmeno il numero di maglia. Non essendo riuscito a trovare un altro contratto professionistico alla scadenza di quello con i Blues, Bogarde accettò di allenarsi con l'Ajax, ma, dopo circa un anno senza squadra, l'8 novembre 2005 annunciò il ritiro dall'attività agonistica. Provò a iniziare la carriera da tecnico, ma fu bocciato all'esame. È considerato uno dei più grandi flop (o bidoni) sia del calcio italiano sia di quello inglese. Nel 2005 l'Independent lo definì «il peggior affare del Chelsea nella storia moderna».

#### Nazionale

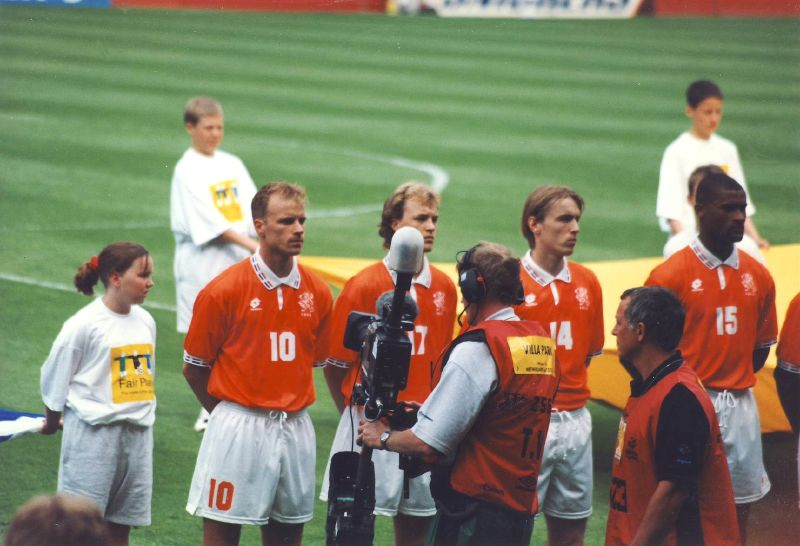
Da destra: Bogarde, Witschge, Jordi Cruijff e Bergkamp in nazionale al

Le ottime prestazioni con l'Ajax gli valsero la chiamata in nazionale olandese, con cui esordì il 13 dicembre 1995 contro l'Irlanda (battuta 2-0). Partecipò al campionato d'Europa 1996.
Malgrado lo scarso utilizzo del calciatore nel Milan, Bogarde fu convocato ugualmente dal CT Guus Hiddink per il campionato del mondo 1998. Nella manifestazione giocò soltanto una partita, quella pareggiata per 2-2 contro il Messico, subentrando ad Arthur Numan durante i novanta minuti. Con la squalifica di Numan, titolare della fascia sinistra della difesa olandese, sembrò che Bogarde potesse essere schierato da titolare nella semifinale contro il Brasile, ma il calciatore si infortunò seriamente in allenamento e fu ricoverato in ospedale. Il suo posto fu preso da Phillip Cocu.
Conta 20 presenze in nazionale.

### Allenatore
Il 3 luglio 2015 entra nello staff dell’Ajax come preparatore per la difesa per le selezioni A e B. Il 23 giugno 2017 passa allo Jong Ajax come vice di Michael Reiziger. Il 21 dicembre segue Reiziger in prima squadra, il quale è stato nominato allenatore ad interim. Il giorno seguente scende nelle vesti di allenatore dello Jong Ajax nella partita contro il Volendam, ne esce vittorioso per 7-0 ottenendo anche il record di gol in una partita nella loro gestione. Il 28 dicembre con la nomina di Erik ten Hag come allenatore della prima squadra fanno ritorno nella squadra riserva. Tra il 2020 e il 2022 è vice di ten Hag insieme a Reiziger.

## Statistiche

### Presenze e reti nei club
Statistiche aggiornate al 30 giugno 2004.
| Stagione                | Squadra                 | Campionato              | Campionato | Campionato | Coppe nazionali | Coppe nazionali | Coppe nazionali | Coppe continentali | Coppe continentali | Coppe continentali | Altre coppe | Altre coppe | Altre coppe | Totale | Totale |
| Stagione                | Squadra                 | Comp                    | Pres       | Reti       | Comp            | Pres            | Reti            | Comp               | Pres               | Reti               | Comp        | Pres        | Reti        | Pres   | Reti   |
| ----------------------- | ----------------------- | ----------------------- | ---------- | ---------- | --------------- | --------------- | --------------- | ------------------ | ------------------ | ------------------ | ----------- | ----------- | ----------- | ------ | ------ |
| 1992-1993               | Sparta Rotterdam        | ED                      | 32         | 3          | -               | -               | -               | -                  | -                  | -                  | -           | -           | -           | 32     | 3      |
| 1993-1994               | Sparta Rotterdam        | ED                      | 33         | 11         | -               | -               | -               | -                  | -                  | -                  | -           | -           | -           | 33     | 11     |
| Totale Sparta Rotterdam | Totale Sparta Rotterdam | Totale Sparta Rotterdam | 65         | 14         |                 |                 |                 |                    |                    |                    |             |             |             | 65     | 14     |
| 1994-1995               | Ajax                    | ED                      | 14         | 0          | CO              | 1               | 0               | UCL                | 4                  | 0                  | -           | -           | -           | 19     | 0      |
| 1995-1996               | Ajax                    | ED                      | 33         | 2          | CO              | 2               | 0               | UCL                | 11                 | 0                  | CI+SO+SU    | 1+1+2       | 0+0+1       | 50     | 3      |
| 1996-1997               | Ajax                    | ED                      | 16         | 4          | -               | -               | -               | UCL                | 6                  | 0                  | -           | -           | -           | 22     | 4      |
| Totale Ajax             | Totale Ajax             | Totale Ajax             | 63         | 6          |                 | 3               | 0               |                    | 21                 | 0                  |             | 4           | 1           | 91     | 7      |
| 1997-gen. 1998          | Milan                   | A                       | 3          | 0          | CI              | 1               | 0               | -                  | -                  | -                  | -           | -           | -           | 4      | 0      |
| gen.-giu. 1998          | Barcellona              | PD                      | 19         | 2          | CR              | 3               | 0               | UCL                | 2                  | 0                  | SS+SU       | -           | -           | 24     | 2      |
| 1998-1999               | Barcellona              | PD                      | 1          | 0          | CR              | 1               | 0               | UCL                | 0                  | 0                  | SS          | 0           | 0           | 2      | 0      |
| 1999-2000               | Barcellona              | PD                      | 21         | 2          | CR              | 4               | 0               | UCL                | 10                 | 0                  | SS          | 0           | 0           | 35     | 2      |
| Totale Barcellona       | Totale Barcellona       | Totale Barcellona       | 41         | 4          |                 | 8               | 0               |                    | 12                 | 0                  |             | 0           | 0           | 61     | 4      |
| 2000-2001               | Chelsea                 | PL                      | 9          | 0          | FACup+CdL       | 0+1             | 0               | CU                 | 1                  | 0                  | CS          | 0           | 0           | 11     | 0      |
| 2001-2002               | Chelsea                 | PL                      | 0          | 0          | FACup+CdL       | 0               | 0               | CU                 | 0                  | 0                  | -           | -           | -           | 0      | 0      |
| 2002-2003               | Chelsea                 | PL                      | 0          | 0          | FACup+CdL       | 0+1             | 0               | CU                 | 0                  | 0                  | -           | -           | -           | 1      | 0      |
| 2003-2004               | Chelsea                 | PL                      | 0          | 0          | FACup+CdL       | 0               | 0               | UCL                | 0                  | 0                  | -           | -           | -           | 0      | 0      |
| Totale Chelsea          | Totale Chelsea          | Totale Chelsea          | 9          | 0          |                 | 2               | 0               |                    | 1                  | 0                  |             | 0           | 0           | 12     | 0      |
| Totale carriera         | Totale carriera         | Totale carriera         | 181        | 24         |                 | 14              | 0               |                    | 34                 | 0                  |             | 4           | 1           | 233    | 25     |

### Cronologia presenze e reti in nazionale
| Cronologia completa delle presenze e delle reti in nazionale ― Paesi Bassi | Cronologia completa delle presenze e delle reti in nazionale ― Paesi Bassi | Cronologia completa delle presenze e delle reti in nazionale ― Paesi Bassi | Cronologia completa delle presenze e delle reti in nazionale ― Paesi Bassi | Cronologia completa delle presenze e delle reti in nazionale ― Paesi Bassi | Cronologia completa delle presenze e delle reti in nazionale ― Paesi Bassi | Cronologia completa delle presenze e delle reti in nazionale ― Paesi Bassi | Cronologia completa delle presenze e delle reti in nazionale ― Paesi Bassi |
| Data                                                                       | Città                                                                      | In casa                                                                    | Risultato                                                                  | Ospiti                                                                     | Competizione                                                               | Reti                                                                       | Note                                                                       |
| -------------------------------------------------------------------------- | -------------------------------------------------------------------------- | -------------------------------------------------------------------------- | -------------------------------------------------------------------------- | -------------------------------------------------------------------------- | -------------------------------------------------------------------------- | -------------------------------------------------------------------------- | -------------------------------------------------------------------------- |
| 13-12-1995                                                                 | Liverpool                                                                  | Irlanda                                                                    | 0 – 2                                                                      | Paesi Bassi                                                                | Qual. Euro 1996                                                            | -                                                                          |                                                                            |
| 24-4-1996                                                                  | Rotterdam                                                                  | Paesi Bassi                                                                | 0 – 1                                                                      | Germania                                                                   | Amichevole                                                                 | -                                                                          |                                                                            |
| 4-6-1996                                                                   | Rotterdam                                                                  | Paesi Bassi                                                                | 3 – 1                                                                      | Irlanda                                                                    | Amichevole                                                                 | -                                                                          |                                                                            |
| 10-6-1996                                                                  | Birmingham                                                                 | Paesi Bassi                                                                | 0 – 0                                                                      | Scozia                                                                     | Euro 1996 - 1º turno                                                       | -                                                                          |                                                                            |
| 13-6-1996                                                                  | Birmingham                                                                 | Svizzera                                                                   | 0 – 2                                                                      | Paesi Bassi                                                                | Euro 1996 - 1º turno                                                       | -                                                                          |                                                                            |
| 18-6-1996                                                                  | Londra                                                                     | Inghilterra                                                                | 4 – 1                                                                      | Paesi Bassi                                                                | Euro 1996 - 1º turno                                                       | -                                                                          |                                                                            |
| 22-6-1996                                                                  | Londra                                                                     | Francia                                                                    | 0 – 0 dts (5 – 4 dtr)                                                      | Paesi Bassi                                                                | Euro 1996 - Quarti di finale                                               | -                                                                          |                                                                            |
| 5-10-1996                                                                  | Cardiff                                                                    | Galles                                                                     | 1 – 3                                                                      | Paesi Bassi                                                                | Qual. Mondiali 1998                                                        | -                                                                          |                                                                            |
| 6-9-1997                                                                   | Rotterdam                                                                  | Paesi Bassi                                                                | 3 – 1                                                                      | Belgio                                                                     | Qual. Mondiali 1998                                                        | -                                                                          | 71’                                                                        |
| 11-10-1997                                                                 | Amsterdam                                                                  | Paesi Bassi                                                                | 0 – 0                                                                      | Turchia                                                                    | Qual. Mondiali 1998                                                        | -                                                                          | 68’                                                                        |
| 21-2-1998                                                                  | Denver                                                                     | Stati Uniti                                                                | 0 – 2                                                                      | Paesi Bassi                                                                | Amichevole                                                                 | -                                                                          | 46’                                                                        |
| 24-2-1998                                                                  | Miami                                                                      | Messico                                                                    | 2 – 3                                                                      | Paesi Bassi                                                                | Amichevole                                                                 | -                                                                          | 58’                                                                        |
| 1-6-1998                                                                   | Amsterdam                                                                  | Paesi Bassi                                                                | 5 – 1                                                                      | Paraguay                                                                   | Amichevole                                                                 | -                                                                          | 46’                                                                        |
| 5-6-1998                                                                   | Rotterdam                                                                  | Paesi Bassi                                                                | 5 – 1                                                                      | Nigeria                                                                    | Amichevole                                                                 | -                                                                          | 46’                                                                        |
| 20-6-1998                                                                  | Marsiglia                                                                  | Paesi Bassi                                                                | 5 – 0                                                                      | Corea del Sud                                                              | Mondiali 1998 - 1º turno                                                   | -                                                                          | 81’                                                                        |
| 25-6-1998                                                                  | Saint-Étienne                                                              | Paesi Bassi                                                                | 2 – 2                                                                      | Messico                                                                    | Mondiali 1998 - 1º turno                                                   | -                                                                          | 73’                                                                        |
| 9-10-1999                                                                  | San Paolo                                                                  | Brasile                                                                    | 2 – 2                                                                      | Paesi Bassi                                                                | Amichevole                                                                 | -                                                                          | 81’                                                                        |
| 23-2-2000                                                                  | Amsterdam                                                                  | Paesi Bassi                                                                | 2 – 1                                                                      | Germania                                                                   | Amichevole                                                                 | -                                                                          |                                                                            |
| 29-3-2000                                                                  | Bruxelles                                                                  | Belgio                                                                     | 2 – 2                                                                      | Paesi Bassi                                                                | Amichevole                                                                 | -                                                                          | 57’                                                                        |
| 15-11-2000                                                                 | Siviglia                                                                   | Spagna                                                                     | 1 – 2                                                                      | Paesi Bassi                                                                | Amichevole                                                                 | -                                                                          | 74’                                                                        |
| Totale                                                                     |                                                                            | Presenze                                                                   | 20                                                                         |                                                                            | Reti                                                                       | 0                                                                          |                                                                            |

## Palmarès

### Giocatore

#### Club

##### Competizioni nazionali
- Campionato olandese: 2

Ajax: 1994-1995, 1995-1996
- Supercoppa dei Paesi Bassi: 2

Ajax: 1994, 1995
- Campionato spagnolo: 2

Barcellona: 1997-1998, 1998-1999
- Coppa di Spagna: 1

Barcellona: 1997-1998
- Charity/Community Shield: 1

Chelsea: 2000

##### Competizioni internazionali
- UEFA Champions League: 1

Ajax: 1994-1995
- Supercoppa UEFA: 2

Ajax: 1995
Barcellona: 1997
- Coppa Intercontinentale: 1

Ajax: 1995